# Diogo Ferreira (athlète)
Pour les articles homonymes, voir Diogo Ferreira et Ferreira.
Diogo Ferreira (né le 30 juillet 1990 à Queluz) est un athlète portugais, spécialiste du saut à la perche.

## Carrière
En juin 2017, il bat le record du Portugal avec un saut de 5,71 m. Le 22 juin 2018, il remporte le Meeting d'athlétisme de Madrid avec 5,66 m.

## Palmarès
| Date | Compétition                       | Lieu   | Résultat | Épreuve |
| ---- | --------------------------------- | ------ | -------- | ------- |
| 2014 | Championnats d'Europe             | Zurich | finale   | NM      |
| 2017 | Championnats d'Europe par équipes | Vaasa  | 1er      | 5,45 m  |
| 2017 | Universiade                       | Taipei | 1er      | 5,55 m  |

## Records
| Épreuve          | Épreuve   | Marque | Lieu                   | Date                           |
| ---------------- | --------- | ------ | ---------------------- | ------------------------------ |
| Saut à la perche | Plein air | 5,71 m | Lisbonne               | 17 juin 2017                   |
| Saut à la perche | En salle  | 5,60 m | Potsdam Bad Oeynhausen | 7 février 2015 28 février 2015 |